# Spork-Eichholz
Spork-Eichholz ist ein Ortsteil der Stadt Detmold im Kreis Lippe, Nordrhein-Westfalen und liegt etwa drei Kilometer in südöstlicher Richtung vom Stadtzentrum entfernt.  Die benachbarten Detmolder Ortsteile sind im Uhrzeigersinn  Diestelbruch, Remmighausen, Hornoldendorf, Detmold-Süd und Detmold-Nord. In Spork-Eichholz wohnen auf einer Fläche von 3,2 km² insgesamt 3509 Bürger (August 2006). Ortsbürgermeister ist Klaus Brand (SPD), Vertreter im Stadtrat ist seit 2004 Andreas Schmidt (SPD).

## Geschichte
Im Jahr 1954 beantragte die Gemeinde Spork, den Doppelnamen Spork-Eichholz führen zu dürfen, um die häufigen Verwechslungen mit Orten gleichen Namens zu vermeiden. Der Antrag wurde noch im gleichen Jahr vom Innenministerium in Nordrhein-Westfalen genehmigt. Ab dem 11. August 1954 hieß die Gemeinde Spork-Eichholz.
Am 1. Januar 1970 wurde Spork-Eichholz in die Kreisstadt Detmold eingegliedert.
Im Jahr 2008 wurde Spork-Eichholz 650 Jahre alt. Am 24. und 25. April 2009 feierte Spork-Eichholz sein 650-jähriges Bestehen. Ein 5,5 Tonnen schwerer Gedenkstein an der Hornschen Straße, der von Ortsvorsteher Helmut Steinert enthüllt wurde, soll an den Geburtstag erinnern. Der 20.000 Jahre alte Findling wurde aus einer Wiese an der ehemaligen Schwabekampfbahn geborgen und schmückt jetzt die Ortsmitte.
Zum Höhepunkt der 650-Jahr-Feier des Ortes kamen Tausende Teilnehmer und Gäste, um ihr Spork-Eichholz zu feiern und in einem mehr als 500 Meter langen Festzug durch das Dorf zu ziehen.
Die Bauerschaft Spork umfasste anfangs nur eine Siedlung mit vier Höfen am Nordufer der Werre, die erstmals 1358 als in dem Sporke oder vor dem Sporke urkundlich erwähnt wird. Daraus geht hervor, dass drei der Höfe einer Familie von Gummern gehört haben. Gottfried von Gummern wird dort auch als Besitzer des Hofs bezeichnet, auf dessen Land später das Gut Johannettental errichtet wurde. Durch Erbschaft kam dieses Gebiet in den Besitz der Landesherrn, die es in Meiereiland umwandelten. 1736 wurden die fürstlichen Wirtschaftsgebäude vom Schlossplatz in Detmold hierher ausgelagert. Der zwischen Spork und der Kernstadt gelegene fürstliche Meierhof erhielt den Namen Johannettental zu Ehren der Gräfin Johannette-Wilhelmine.
Eichholz entstand als Kolonat östlich des Eichholzes, einer Hude in herrschaftlichem Besitz, am südlichen Ufer der Werre und wurde 1609 erheblich erweitert. 1779 erhielt ein Einwohner namens Dreimann die Erlaubnis, einen Dorfkrug zu betreiben und Bier und Branntwein zu verkaufen. Daraus entstand der Dreierkrug im Ortskern von Spork-Eichholz, heute eine bekannte Musikkneipe.